# Caileigh Filmer
Caileigh Filmer (* 18. Dezember 1996 in Victoria, British Columbia) ist eine kanadische Ruderin. Sie war Weltmeisterin 2018, Olympiadritte 2021 und Olympiazweite 2024.

## Sportliche Karriere
Die 1,72 m große Caileigh Filmer begann 2010 mit dem Rudersport. 2013 belegte sie mit dem Vierer ohne Steuerfrau den achten Platz bei den Junioren-Weltmeisterschaften. Bei den Junioren-Weltmeisterschaften 2014 gewann sie zusammen mit Larissa Werbicki Silber im Zweier ohne Steuerfrau. Vierzehn Tage später gewannen die beiden Bronze bei den Olympischen Jugendspielen. 2015 gewann der kanadische Vierer ohne Steuerfrau mit Caileigh Filmer, Morgan Cathrea, Hillary Janssens und Nicole Hare die Silbermedaille bei den U23-Weltmeisterschaften. 
Bei den Olympischen Spielen 2016 ruderte Filmer im Achter und belegte den fünften Platz. 2017 siegte sie mit dem Achter bei den U23-Weltmeisterschaften. 2018 gewannen Janssens und Filmer im Zweier ohne Steuerfrau die Weltcup-Regatta in Belgrad, in Luzern belegten sie den zweiten Platz hinter den Neuseeländerinnen Grace Prendergast und Kerri Gowler. Bei den Weltmeisterschaften in Plowdiw siegten die Kanadierinnen vor den Neuseeländerinnen. Im Jahr darauf traten Janssens und Filmer bei den Weltmeisterschaften in Linz sowohl im Zweier als auch im Achter an. Im Zweier gewannen sie die Bronzemedaille hinter den Neuseeländerinnen und den Australierinnen, deren Crews auch jeweils im Achter antraten. Im Achter siegte Neuseeland vor Australien und dem Boot aus den Vereinigten Staaten, die Kanadierinnen erreichten den vierten Platz und damit die direkte Olympiaqualifikation für 2020. Bei der Olympischen Regatta in Tokio traten Filmer und Janssens nur im Zweier an. Die beiden gewannen die Bronzemedaille hinter den Neuseeländerinnen und den Russinnen.
2023 kehrte Filmer zurück auf die Regattastrecken, scheiterte aber bei dem Versuch, sich im Zweier für die Olympischen Spiele 2024 zu qualifizieren. 2024 wechselte Filmer in den kanadischen Achter. Dieser gewann bei den Olympischen Spielen 2024 in Paris die Silbermedaille mit viereinhalb Sekunden Rückstand auf die Rumäninnen und 0,67 Sekunden Vorsprung vor dem britischen Achter.